# Centrum voor Lectuur, Informatie en Communicatie
De Vereniging Centrum voor Lectuur, Informatie en Communicatie (afgekort: CLIC) werd op 30 april 1977 in Groningen opgericht. Aan de Nieuwe Ebbingestraat exploiteerde deze vereniging een wereldwinkel op gereformeerde grondslag. De winkel werd bemand door vrijwilligers en studenten met - sinds 1978 - als constante factor Henk Dijk.
In deze vrijgemaakt-gereformeerde wereldwinkel werd naast het verkopen van allerlei producten uit verre landen ook actie gevoerd tegen bijvoorbeeld de eenzijdige ontwapening, het boycotten van Zuid-Afrikaanse producten, voor het behoud van de Waddenzee en voor het Gereformeerd Politiek Verbond. Tevens vervulde de winkel de rol van coördinatie- en distributiecentrum voor allerlei organisaties zoals bijvoorbeeld het Interkerkelijk Comité voor Tweezijdige Ontwapening (ICTO), het Oud-Strijders Legioen (OSL) en de Christelijke Stichting voor Hulp aan Gewetensvervolgden (CSHG).
Voor linkse actievoerders was deze winkel te ‘rechts’. Zo nu en dan ontving de winkel dreigbrieven en de winkelruiten sneuvelden een aantal keer. Vanuit de vrijgemaakte kerken werden de actievoerende praktijken en de interkerkelijke initiatieven juist weer als ‘links’ gekwalificeerd. Ook rechtse actievoerders vonden de winkel te 'links' en ondernamen weleens actie.
Op 2 juni 2007 was de winkel voor het laatst geopend. Het archief en allerlei documentatiemateriaal van deze eigenzinnige vrijgemaakte organisatie is overgedragen aan het Archief- en Documentatiecentrum van de Gereformeerde Kerken (vrijgemaakt) in Kampen.